# جغد سفیدرخ جنوبی
جغد سفیدرخ جنوبی (نام علمی: Ptilopsis granti) نام یک گونه از تیره جغدان راستین است.